# Lezlye Berrío
Lezlye Berrío (Itagüí, Antioquia, 1 de marzo de 1984) es un pianista, docente e investigador colombiano, creador de Historias del piano colombiano Lezlye Berrío.

## Biografía
Inició los estudios en el teclado a la edad de 8 años de manera autodidacta, más adelante con profesores que enseñaban sin notación. 
Desde los 10 hasta los 12 años, realizó sus estudios junto con el maestro Rodrigo Morales, en la primera academia de música de Caldas – Antioquia. Obtuvo una beca sin límite por parte de un socio Incolmotos – Yamaha musical a los 12 años, e inició un proceso de nivelatorio con el maestro Alberto Correa Cadavid, fundador de la Orquesta Filarmónica de Medellín. 
Más adelante inició sus estudios con la maestra Teresita Gómez en la Universidad de Antioquia, donde se graduó como maestro en piano, con altas calificaciones y distinción especial, debutando como solista invitado con la Orquesta Filarmónica de Medellín.

### Estudios y recorrido
- En 2003 fue becado por la Fundación Carolina de España, donde realizó un curso de postgrado y perfeccionamiento en el Conservatorio Superior de Música del Liceu de Barcelona, con Stanisllaus Pochekin.

- Fue becado dos veces por la Junta de Galicia, en los Cursos Internacionales de Música en Santiago de Compostela donde recibió el premio “Rosa Sabater” los años 2005 y 2006.

- Recibió clases de piano con el pianista Mac MacClure, Barcelona entre los años 2004 - 2009.

- Fue becado por el Festival de pianistas argentinos, para asistir a las clases maestras de dicho festival en 2011.

- De 2011 a 2013 cursó la maestría en la interpretación de la música latinoamericana del siglo XX en Mendoza-Argentina.

- En diciembre de 2015 fundó su Festival de piano Laboratorio Artístico LB.
- En 2016 dirigió, fundó y participó en la segunda edición del Festival de piano al Sur en el municipio de Caldas-Antioquia. Así mismo, la tercera edición del festival de piano de 2017 llevará su nombre Festival de Piano al Sur Lezlye Berrío en Caldas, Antioquia.

- Ha sido jurado de las Convocatorias y Estímulos a la cultura para la ciudad de Medellín en las áreas de Teatro, Música, y arte urbano.

- En marzo de 2018 inauguró la Temporada de piano de la Universidad de Antioquia en el Teatro Camilo Torres.

- En 2019 realizó la composición y grabación de la música para el corto de cine Fashion Film.
- Creó el proyecto aún en desarrollo “Historias del piano colombiano”, iniciando con la integral de piano solo del compositor colombiano Pedro Morales Pino y Luis Antonio Calvo.

### Actualidad
Actualmente, labora como maestro de cátedra en la Universidad de Antioquia, desde el 2012.  
Colabora con proyectos puntuales en la Universidad EAFIT y Universidad Nacional de Colombia (Bogotá).  
Así mismo, trabaja en proyectos de investigación y profundización de la música colombiana, y en la creación de modelos que faciliten el aprendizaje e interpretación del sistema musical. 
En octubre de 2020 realizó la edición IV Festival Piano al Sur Beethoven-De Greiff en Itagui, Antioquia.

## Historias del piano colombiano Lezlye Berrío
Este proyecto se crea con la idea de poner en movimiento y circulación repertorios precursores y fundacionales del piano colombiano. 
Se inició en 2017 al revisar la existencia de publicaciones discográficas y editoriales, centradas mayormente en CDs de antologías y muestras microscópicas disponibles de interpretaciones de obras de compositores nacionales. Tomó la iniciativa de manera independiente y privada, con sentimiento de ser en adelante un "Pianista de país"; esa decisión estuvo influenciada tras la carencia de integrales instrumentales que muestren el camino recorrido por ese instrumento occidental que es el piano, y ese aporte a la literatura mundial en lo que se conoce como piano colombiano.

Se vinculan no sólo los repertorios de piano solista, sino en dueto de piano y voz, piano y coro, y piano en dueto instrumental. Se considera de interés en primera instancia aquellos compositores con catálogos de 50 obras en adelante, posibilitando un acercamiento investigativo para considerar la grabación, edición, memorias y documental audiovisual que entregue al mundo el resultado del acceso integral a cada compositor desde cada Historia del piano colombiano Lezlye Berrío.
Cada uno de estos procesos conlleva una entrega de 4 a 5 años, dónde se realizan labores de: investigación, adquisición de material, gestión de organización de archivo de partituras-manuscrito, detección de obras completas e incompletas, estudio de obras, montajes de fogueo, se escribe literatura sobre el aprendizaje musical, se editan partituras, se graba, se estrena, se acerca a los medios de difusión interesados; y se pone a disposición en diferentes soportes de acceso alcanzables.
También en segunda instancia se consideran repertorios de compositores de importancia para el piano en Colombia, buscando ampliar el conocimiento de su obra, grabando lo que aún no esté disponible, como por ejemplo la música vocal del cartagenero Adolfo Mejía, que hace parte de los procesos del proyecto.

### Proyectos actuales
- Historias del piano colombiano Lezlye Berrío "Guillermo Uribe Holguín"

- Historias del piano colombiano Lezlye Berrío "Pedro Morales Pino"

- Historias del piano colombiano Lezlye Berrío "Luis Antonio Calvo"

- Historias del piano colombiano Lezlye Berrío "Pedro Pablo Santamaría"

- Historias del piano colombiano Lezlye Berrío "Gonzalo Vidal”

- Historias del piano colombiano Lezlye Berrío "Carlos Vieco Ortiz".

- Historias del piano colombiano Lezlye Berrío "Adolfo Mejía".

## Metodología musical LB
Es una propuesta que permite abordar los conceptos de aprendizaje general musical mediante herramientas que permiten nuevos puntos de vista sobre las mismas cosas. Productos que exponen la MMLB:
1. Libro Jeroglíficos musicales.
2. Libro Lectura musical repentizada.
3. Curso de piano básico para músicos profesionales y estudiantes de música.
4. Libro 15 Invenciones de Bach a dos voces y 15 Invenciones de Bach a dos voces en sentido Contrapuntístico.
5. Piano Básico 2, piano a 4 manos: Haydn, Moszkowsky, Godowsky.

## Discografía
- Composiciones en Confinamiento (2020)
- Zamacois Comes and Goes (2011)
- Amor de Dona (2011)

## Premios y reconocimientos
- Concurso Nacional de Piano UIS, Colombia, (2000)

- Concurso Premis Tutto de COM Ràdio, Barcelona (2004)

- Concurso Internacional Rotary de Palma de Mallorca (2005)

- Concurso Joan Massià de Barcelona (2006)

- Fue estado becado dos veces por la Junta de Galicia en los Cursos Internacionales

- Estrenó tres conciertos para piano y orquesta de los compositores: Moisés Bertrán, Albert García Demestres y Victoriano Valencia.

- En abril de 2014 estrenó en Colombia el concierto para piano y vientos de Stravinski, con la banda de estudiantes del Conservatorio de la Universidad Nacional de Bogotá.

- Solista con la Filarmónica de Medellín, La banda sinfónica de la Universidad Nacional de Bogotá, la Orquesta BCN 216, y la orquesta de la Red de orquestas juveniles de Medellín.

- Fue dirigido por directores como Virginia Martínez (España), Guerassim Voronkov (Ucrania), Frank Debuys (Bélgica), Alberto Correa Cadavid y Gustavo Yepes (Colombia).

- En 2013 terminó su composición: concierto para piano y orquesta de cuerdas (Concierto a la gente y a la ciudad).

- En 2013 su documental Sueños encontrados Música vivida (producido y dirigido por el mismo) fue seleccionado finalista en el festival de cine de oriente de Guatapé-Antioquia.

- En 2013 fundó el Laboratorio Musical LB en Sabaneta-Antioquia.

- En 2015 ofreció dos recitales de piano en el Real Círculo Artístico de Barcelona, y en Besalú (pueblo medieval de Cataluña-España). Y fue así mismo seleccionado para inaugurar la X Temporada internacional de música de cámara de Manizales con el violinista austriaco Gernot Winischhoffer (Maestro del conservatorio de Viena).